# Sac de Magdebourg
Guerre de Trente Ans
Batailles
Le sac de Magdebourg désigne la conquête et le pillage de la ville de Magdebourg, le 20 mai 1631 (selon le calendrier grégorien) par les troupes de la Ligue catholique. Il s'agit du plus grand massacre de la guerre de Trente Ans tant par l'étendue des pertes humaines que par la cruauté de la tuerie.

## Contexte et déroulement

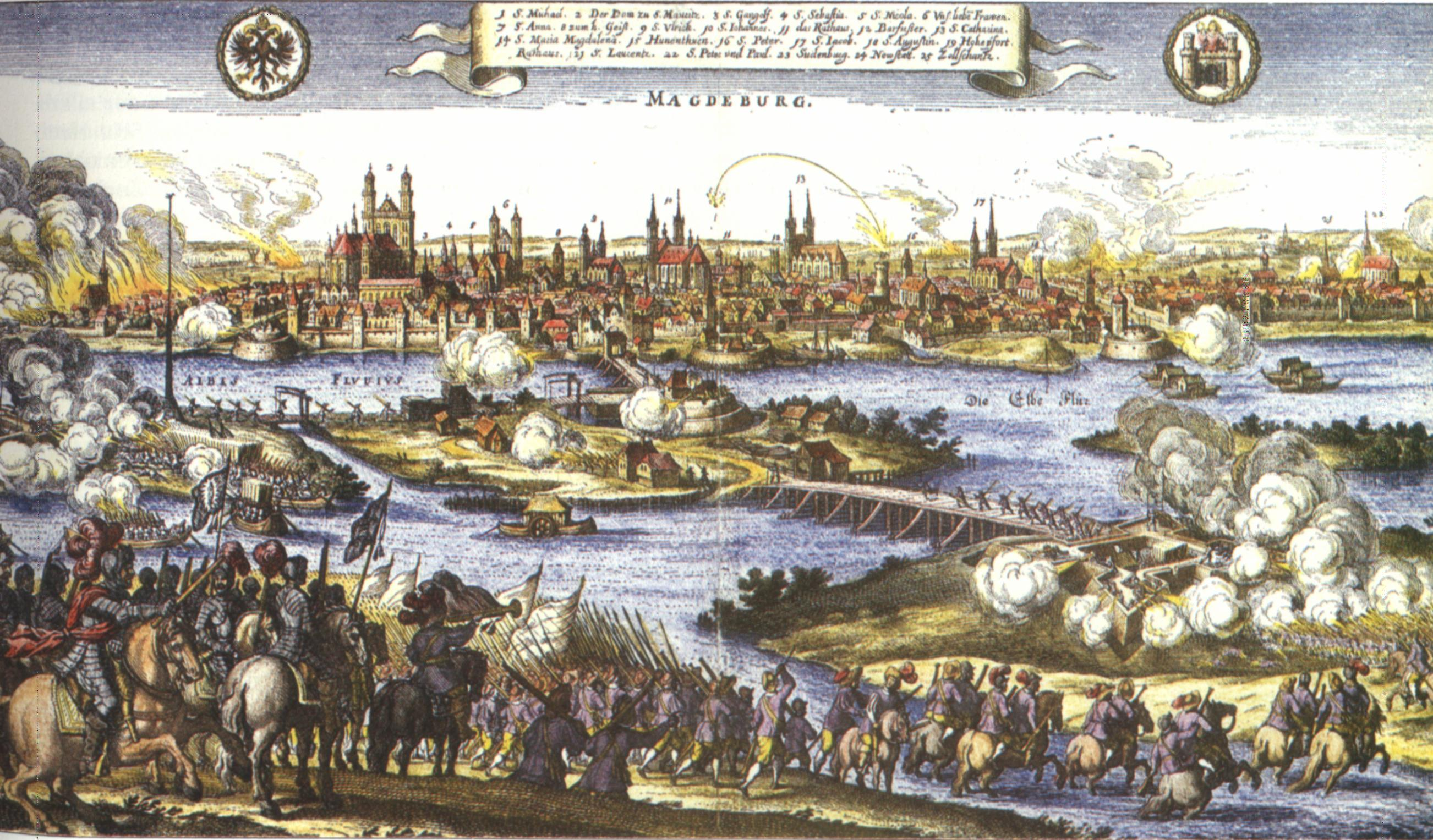
Illustration du Sax de Magdebourg, 1631 Atelier de Matthäus Merian

Comme ville protestante et ville hanséatique, Magdebourg, est assiégée par l'armée impériale de novembre 1630 jusqu'au 10 mai 1631. Celle-ci résiste, bien fortifiée, et attend les renforts du roi de Suède, Gustave-Adolphe.
La ville de Magdebourg était placée depuis novembre 1630 sous le blocus du comte de Pappenheim. Le 3 avril 1631, Tilly, à la tête des troupes de la Ligue catholique, entreprit de s'en emparer. Gustave Adolphe qui s'était déclaré protecteur de la cité envoya un de ses officiers, Dietrich von Falkenburg, prendre le commandement de la garnison. Les troupes de Tilly pourvues d'un important matériel de siège entreprirent d'abord d'investir les défenses extérieures, chose faite le 1er mai, puis les faubourgs deux jours plus tard. La ville protestante, espérant l'arrivée des troupes de secours de Gustave Adolphe, refusa cependant de capituler.
Le 20 mai 1631, le comte de Pappenheim et le comte de Tilly s'emparent de la ville. Les soldats impériaux, échappant rapidement à leur commandement, massacrent les habitants et incendient la ville. Quelques milliers d’habitants se réfugient dans la cathédrale pendant les 3 jours que dure le sac de la ville. Ils sont épargnés sur l’ordre du maréchal de Tilly qui refuse d’outrager une maison de Dieu. Les actes de guerre et de pillage durent jusqu'au 24 mai. Des 30 000 habitants (ce qui caractérise une ville majeure pour l'époque), seuls 5 000 survivent.
À la fin de la guerre de Trente Ans (en 1648, dix-sept ans plus tard), la ville ne compte plus que quelques centaines d'habitants. La ville de Magdebourg perd toute importance pendant des décennies. Ce n'est qu'au XIXe siècle que la ville retrouve un nombre d'habitants identique à celui d'avant le sac.

## Postérité et expressions
Le sac de Magdebourg est désigné en allemand sous le terme de « mariage de Magdebourg », censé décrire le mariage forcé entre l'Empereur et la Vierge de Magdebourg, qui est représentée sur le blason de la ville.
La dévastation est si grande que l'expression « magdebourisation » (verbe magdeburgisieren) reste pendant des décennies synonyme de destruction, de viol et de pillage. Pour les catholiques de l'époque, elle était la manifestation de la colère divine. Les termes « justice de Magdeburg » et « pitié de Magdeburg » ont également longtemps servi de prétexte aux protestants pour justifier l'exécution de catholiques.